# Championnat d'Uruguay de football 2007-2008
Navigation
Saison précédente Saison suivante
La saison 2007-2008 du Championnat d'Uruguay de football est la cent-sixième édition du championnat de première division en Uruguay. Les seize meilleurs clubs du pays s'affrontent lors de deux tournois saisonniers, Ouverture et Clôture. Les vainqueurs de chaque tournoi s'affrontent pour déterminer le champion d'Uruguay. La relégation est déterminée par un classement cumulé des deux tournois.
C'est le Defensor Sporting Club qui est sacré champion d'Uruguay cette saison après avoir remporté à la fois le tournoi Ouverture puis battu Peñarol en finale nationale. Il s’agit du 4e titre de champion d'Uruguay de l’histoire du club.

## Qualifications continentales
Le champion d'Uruguay se qualifie pour la Copa Libertadores 2009, tout comme les deux premiers de la Liguilla tandis que les 3e et 4e de cette Liguilla obtiennent leur billet pour la Copa Sudamericana 2008.

## Les clubs participants
| - Club Atlético Peñarol - Defensor Sporting Club - Club Nacional de Football - Club Sportivo Miramar Misiones - Club Atlético Cerro - Promu de Primera B - Club Atlético Juventud - Promu de Primera B - Tacuarembó Fútbol Club - Central Español Fútbol Club | - Liverpool Fútbol Club - Danubio Fútbol Club - CA River Plate - Montevideo Wanderers Fútbol Club - Club Atlético Bella Vista - Club Atlético Progreso - Centro Atlético Fénix - Promu de Primera B - Rampla Juniors Fútbol Club |

## Compétition
Le barème utilisé pour établir les classements est le suivant :
- Victoire : 3 points
- Match nul : 1 point
- Défaite : 0 point

### Classements
| Rang | Équipe                           | Pts | J  | G  | N | P  | Bp | Bc | Diff |
| ---- | -------------------------------- | --- | -- | -- | - | -- | -- | -- | ---- |
| 1    | Defensor Sporting Club           | 35  | 15 | 11 | 2 | 2  | 26 | 10 | +16  |
| 2    | Danubio Fútbol ClubT             | 31  | 15 | 9  | 4 | 2  | 34 | 14 | +20  |
| 3    | Rampla Juniors Fútbol Club       | 31  | 15 | 9  | 4 | 2  | 21 | 12 | +9   |
| 4    | CA River Plate                   | 24  | 15 | 7  | 3 | 5  | 37 | 27 | +10  |
| 5    | Club Nacional de Football        | 24  | 15 | 6  | 6 | 3  | 19 | 12 | +7   |
| 6    | Club Atlético JuventudP          | 24  | 15 | 6  | 6 | 3  | 16 | 10 | +6   |
| 7    | Club Atlético CerroP             | 23  | 15 | 5  | 8 | 2  | 16 | 14 | +2   |
| 8    | Montevideo Wanderers Fútbol Club | 21  | 15 | 6  | 3 | 6  | 24 | 26 | -2   |
| 9    | Centro Atlético FénixP           | 20  | 15 | 4  | 8 | 3  | 14 | 14 | 0    |
| 10   | Central Español Fútbol Club      | 18  | 15 | 5  | 3 | 7  | 22 | 28 | -6   |
| 11   | Club Atlético Peñarol            | 17  | 15 | 4  | 5 | 6  | 21 | 23 | -2   |
| 12   | Tacuarembó Fútbol Club           | 17  | 15 | 4  | 5 | 6  | 15 | 21 | -6   |
| 13   | Club Sportivo Miramar Misiones   | 13  | 15 | 4  | 1 | 10 | 9  | 20 | -11  |
| 14   | Liverpool Fútbol Club            | 12  | 15 | 3  | 3 | 9  | 19 | 24 | -5   |
| 15   | Club Atlético Progreso           | 11  | 15 | 3  | 2 | 10 | 14 | 38 | -24  |
| 16   | Club Atlético Bella Vista        | 6   | 15 | 1  | 3 | 11 | 14 | 18 | -4   |

| Rang | Équipe                           | Pts | J  | G  | N | P | Bp | Bc | Diff |
| ---- | -------------------------------- | --- | -- | -- | - | - | -- | -- | ---- |
| 1    | CA River Plate                   | 37  | 15 | 12 | 1 | 2 | 48 | 17 | +31  |
| 2    | Club Atlético Peñarol            | 37  | 15 | 12 | 1 | 2 | 40 | 15 | +25  |
| 3    | Liverpool Fútbol Club            | 31  | 15 | 9  | 4 | 2 | 36 | 21 | +15  |
| 4    | Defensor Sporting Club           | 31  | 15 | 10 | 1 | 4 | 41 | 27 | +14  |
| 5    | Club Nacional de Football        | 31  | 15 | 10 | 1 | 4 | 33 | 21 | +12  |
| 6    | Montevideo Wanderers Fútbol Club | 23  | 15 | 7  | 2 | 6 | 20 | 25 | -5   |
| 7    | Club Atlético Progreso           | 18  | 15 | 6  | 0 | 9 | 23 | 30 | -7   |
| 8    | Club Atlético Bella Vista        | 17  | 15 | 5  | 2 | 8 | 17 | 24 | -7   |
| 9    | Tacuarembó Fútbol Club           | 17  | 15 | 5  | 2 | 8 | 18 | 29 | -11  |
| 10   | Club Atlético JuventudP          | 16  | 15 | 4  | 4 | 7 | 14 | 19 | -5   |
| 11   | Rampla Juniors Fútbol Club       | 16  | 15 | 4  | 4 | 7 | 13 | 32 | -19  |
| 12   | Danubio Fútbol ClubT             | 15  | 15 | 4  | 3 | 8 | 24 | 33 | -9   |
| 12   | Central Español Fútbol Club      | 14  | 15 | 4  | 2 | 9 | 16 | 24 | -8   |
| 14   | Club Sportivo Miramar Misiones   | 14  | 15 | 4  | 2 | 9 | 18 | 27 | -9   |
| 15   | Club Atlético CerroP             | 14  | 15 | 4  | 2 | 9 | 14 | 25 | -11  |
| 16   | Centro Atlético FénixP           | 12  | 15 | 3  | 3 | 9 | 19 | 25 | -6   |

Match pour la première place du tournoi Clôture :
| 8 juin 2008 | CA River Plate                                      | 3 - 5 | Club Atlético Peñarol                                          | Stade Centenario, Montevideo |                             |
|             | Alcoba 7e (csc) · Tiscornia 31e · Urretaviscaya 39e |       | Alcoba 28e · Correa 43e · Franco 56e · Pacheco 78e · Bueno 82e | Arbitrage : Jorge Larrionda  | Arbitrage : Jorge Larrionda |

### Classements cumulés
| Rang | Équipe                           | Pts | J  | G  | N  | P  | Bp | Bc | Diff |
| ---- | -------------------------------- | --- | -- | -- | -- | -- | -- | -- | ---- |
| 1    | Defensor Sporting Club           | 66  | 30 | 21 | 3  | 6  | 67 | 37 | +30  |
| 2    | CA River Plate                   | 61  | 30 | 19 | 4  | 7  | 85 | 44 | +41  |
| 3    | Club Nacional de Football        | 55  | 30 | 16 | 7  | 7  | 52 | 33 | +19  |
| 4    | Club Atlético Peñarol            | 54  | 30 | 16 | 6  | 8  | 61 | 38 | +23  |
| 5    | Rampla Juniors Fútbol Club       | 47  | 30 | 13 | 8  | 9  | 34 | 44 | -10  |
| 6    | Danubio Fútbol Club              | 46  | 30 | 13 | 7  | 10 | 58 | 47 | +11  |
| 7    | Montevideo Wanderers Fútbol Club | 44  | 30 | 13 | 5  | 12 | 44 | 51 | -7   |
| 8    | Liverpool Fútbol Club            | 43  | 30 | 12 | 7  | 11 | 55 | 45 | +10  |
| 9    | Club Atlético Juventud           | 40  | 30 | 10 | 10 | 10 | 30 | 29 | +1   |
| 10   | Club Atlético Cerro              | 37  | 30 | 9  | 10 | 11 | 30 | 39 | -9   |
| 11   | Tacuarembó Fútbol Club           | 34  | 30 | 9  | 7  | 14 | 33 | 50 | -17  |
| 12   | Centro Atlético Fénix            | 32  | 30 | 7  | 11 | 12 | 33 | 39 | -6   |
| 13   | Central Español Fútbol Club      | 32  | 30 | 9  | 5  | 16 | 38 | 52 | -14  |
| 14   | Club Atlético Progreso           | 29  | 30 | 9  | 2  | 19 | 37 | 68 | -31  |
| 15   | Club Sportivo Miramar Misiones   | 27  | 30 | 8  | 3  | 19 | 27 | 47 | -20  |
| 16   | Club Atlético Bella Vista        | 23  | 30 | 6  | 5  | 19 | 31 | 52 | -21  |

| Rang | Équipe                           | Pts | J  | G  | N  | P  | Bp  | Bc  | Diff |
| ---- | -------------------------------- | --- | -- | -- | -- | -- | --- | --- | ---- |
| 1    | Defensor Sporting Club           | 125 | 60 | 38 | 11 | 11 | 124 | 69  | +55  |
| 2    | Club Atlético Peñarol            | 118 | 60 | 35 | 13 | 12 | 125 | 76  | +49  |
| 3    | Danubio Fútbol Club              | 112 | 60 | 34 | 10 | 16 | 120 | 74  | +46  |
| 4    | Club Nacional de Football        | 100 | 60 | 29 | 13 | 18 | 94  | 77  | +17  |
| 5    | CA River Plate                   | 97  | 60 | 28 | 13 | 19 | 126 | 91  | +35  |
| 6    | Montevideo Wanderers Fútbol Club | 97  | 60 | 29 | 10 | 21 | 97  | 90  | +7   |
| 7    | Liverpool Fútbol Club            | 85  | 60 | 24 | 13 | 23 | 102 | 89  | +13  |
| 8    | Club Atlético Juventud           | 80  | 60 | 20 | 20 | 20 | 60  | 58  | +2   |
| 9    | Rampla Juniors Fútbol Club       | 79  | 60 | 21 | 16 | 23 | 69  | 91  | -22  |
| 10   | Club Atlético Bella Vista        | 74  | 60 | 22 | 8  | 30 | 79  | 90  | -11  |
| 11   | Club Atlético Cerro              | 74  | 60 | 18 | 20 | 22 | 60  | 78  | -18  |
| 12   | Tacuarembó Fútbol Club           | 70  | 60 | 17 | 19 | 24 | 73  | 89  | -16  |
| 13   | Central Español Fútbol Club      | 66  | 60 | 19 | 9  | 32 | 69  | 100 | -31  |
| 14   | Centro Atlético Fénix            | 64  | 60 | 14 | 22 | 24 | 66  | 78  | -12  |
| 15   | Club Sportivo Miramar Misiones   | 61  | 60 | 17 | 10 | 33 | 63  | 93  | -30  |
| 16   | Club Atlético Progreso           | 60  | 60 | 16 | 12 | 32 | 75  | 120 | -45  |

### Phase finale
|  | Demi-finales        | Demi-finales           | Demi-finales          | Demi-finales           |                        |                        | Finale | Finale | Finale | Finale |
|  |                     |                        |                       |                        |                        |                        |        |        |        |        |
|  |                     |                        |                       |                        |                        |                        |        |        |        |        |
|  | Vainqueur Clôture   | Club Atlético Peñarol  | 1                     | 0                      |                        |                        |        |        |        |        |
|  | Vainqueur Clôture   | Club Atlético Peñarol  | 1                     | 0                      |                        |                        |        |        |        |        |
|  | Vainqueur Ouverture | Defensor Sporting Club | 2                     | 0                      |                        |                        |        |        |        |        |
|  | Vainqueur Ouverture | Defensor Sporting Club | 2                     | 0                      | Defensor Sporting Club | Defensor Sporting Club | -      | -      |        |        |
|  |                     |                        |                       |                        | Defensor Sporting Club | Defensor Sporting Club | -      | -      |        |        |
|  |                     |                        | 1er classement cumulé | Defensor Sporting Club | -                      | -                      |        |        |        |        |
|  |                     |                        |                       |                        | -                      | -                      |        |        |        |        |
|  |                     |                        |                       |                        |                        |                        |        |        |        |        |
|  |                     |                        |                       |                        |                        |                        |        |        |        |        |
|  |                     |                        |                       |                        |                        |                        |        |        |        |        |

### Liguilla
Les six équipes qualifiées s’affrontent pour déterminer les quatre représentants uruguayens en compétition continentale. Les deux premiers participeront à la Copa Libertadores 2009 tandis que les troisième et quatrième obtiennent leur billet pour la Copa Sudamericana 2008.
| Rang | Équipe                     | Pts | J | G | N | P | Bp | Bc | Diff |
| ---- | -------------------------- | --- | - | - | - | - | -- | -- | ---- |
| 1    | Club Nacional de Football  | 10  | 5 | 3 | 1 | 1 | 12 | 7  | +5   |
| 2    | Defensor Sporting Club     | 10  | 5 | 3 | 1 | 1 | 8  | 4  | +4   |
| 3    | Club Atlético Peñarol      | 8   | 5 | 2 | 2 | 1 | 9  | 8  | +1   |
| 4    | CA River Plate             | 5   | 5 | 1 | 2 | 2 | 8  | 10 | -2   |
| 5    | Danubio Fútbol Club        | 4   | 5 | 1 | 1 | 3 | 4  | 6  | -2   |
| 6    | Rampla Juniors Fútbol Club | 4   | 5 | 1 | 1 | 3 | 5  | 11 | -6   |

|  | Qualification pour la Copa Libertadores 2009 |
|  | Qualification pour la Copa Sudamericana 2008 |

- Defensor Sporting Club, tout nouveau champion d'Uruguay et par conséquent déjà qualifié pour la Copa Libertadores 2009, laisse sa place au 3e de la Liguilla, Club Atlético Peñarol.

## Bilan de la saison
| Championnat d'Uruguay de football 2007-2008 |                                        |
| Champion                                    | Defensor Sporting Club (4e titre)      |
| Qualifications continentales                |                                        |
| Copa Libertadores 2009                      | Defensor Sporting Club                 |
| Copa Libertadores 2009                      | Club Nacional de Football              |
| Copa Libertadores 2009                      | Club Atlético Peñarol                  |
| Copa Sudamericana 2008                      | Defensor Sporting Club                 |
| Copa Sudamericana 2008                      | CA River Plate                         |
| Promotions et relégations                   |                                        |
| Promus en Primera División                  | Racing Club de Montevideo              |
| Promus en Primera División                  | Cerro Largo Fútbol Club                |
| Promus en Primera División                  | Club Social y Deportivo Villa Española |
| Relégués en Primera B                       | Centro Atlético Fénix                  |
| Relégués en Primera B                       | Club Sportivo Miramar Misiones         |
| Relégués en Primera B                       | Club Atlético Progreso                 |